# Alexandru Marghiloman
Alexandru Marghiloman (ur. 4 lipca 1854 w Buzău, zm. 10 maja 1925 tamże) – rumuński konserwatywny polityk. Przez krótki czas (marzec – listopad 1918) był premierem Rumunii. Odegrał znaczącą rolę w czasie I wojny światowej.

## Wczesne lata
Syn Iancu Marghilomana. Uczył się na Państwowej Uczelni Św. Sawy w Bukareszcie, a później studiował prawo w Paryżu. Został wybrany do parlamentu w 1884, a do rządu trafił w 1888 roku.
Jako członek Partii Konserwatywnej, wspierał współpracę Rumunii z Niemcami i Austro-Węgrami w ramach Trójprzymierza, a u progu I wojny światowej opowiedział się za neutralnością państwa. Rumunia pozostała neutralna do 1916, kiedy to przyłączyła się do Ententy. Był to powód, dla którego Marghiloman odmówił wejścia do liberalnego rządu Iona Brătianu.
Po rozpoczęciu okupacji Bukaresztu przez Niemców Marghiloman pozostał w mieście, jako przewodniczący rumuńskiego Czerwonego Krzyża. Pełnił tam także rolę pośrednika pomiędzy okupantami a ludnością miejscową. Odmówił zrealizowania niemieckich pomysłów i utworzenia administracji równoległej dla królewskiej (Ferdynanda I, którego rząd przeniósł się do Jass).

## Gabinet i późniejsze lata
Jednakże gdy Rosja bolszewicka wycofała się z wojny i Niemcy mogli zająć resztę kraju, król poprosił Marghilomana o przyjęcie stanowiska premiera. Monarcha miał nadzieję, iż proniemiecki polityk dogada się z okupantami i zawrze z nimi pokój, zwłaszcza iż front zachodni miał dla nich większe znaczenie niż pozostawanie w Rumunii.
I rzeczywiście, Marghiloman wynegocjował i podpisał układ pokojowy, znany jako traktat w Bukareszcie, 7 maja 1918 roku. Jego warunki były dla Rumunii niekorzystne. Gabinet Marghilomana upadł wobec klęski państw centralnych i został zastąpiony przez proaliancki rząd Constantina Coandy, który ponownie wszedł w stan wojny z państwami centralnymi 10 listopada, na dzień przed końcem wojny. Po utracie popularności przez polityków konserwatywnych w powojennej Rumunii Marghiloman wycofał się z życia politycznego i zmarł w swoim rodzinnym mieście.

## Ciekawostki
Od jego nazwiska wzięła się nazwa tzw. Marghiloman coffee (Kawy Marghilomana), tureckiej kawy, gotowanej w koniaku lub rumie.